# 윤요섭

## 선수 시절

### SK 와이번스시절
해병대에서 군 복무를 마친 후 2008년에 신고 선수로 입단하였다. 2008년에 퓨처스 올스타전에 출전했다. 2009년 4월 21일 히어로즈전에서 데뷔 첫 선발 출장했다.

### LG 트윈스시절
2010년 7월 28일에 4:3 트레이드를 통해 이적하였다. 장타력에 재능이 있어서 포수보다 대타나 지명타자로 많이 출전했다. 한때 좌완 스페셜리스트로 불릴 만큼 좌투수를 상대로 타율이 높았다. 2011년 시즌 후 개명했고, 2012년에는 포수로 많이 출장했다. 2015년 4월 20일 내야수 박용근과 함께 투수 이준형을 상대로 kt 위즈로 트레이드됐다.

### kt 위즈시절
2016년 8월 20일 한화전에서 끝내기 홈런을 쳐 내며 팀의 승리를 이끌었다.

## 야구선수 은퇴 후
2018년부터 kt 위즈의 잔류군 야수코치로 활동했다.

## 출신 학교
- 서울남산초등학교
- 덕수중학교
- 충암고등학교
- 단국대학교

## 트리비아
- 그의 단국대 동기로는 오승환, 송산 등이 있다. 원래 그는 포수지만 단국대 시절에 송산이 주로 포수를 봤고, 그는 주로 내야수나 외야수로 활동했다.[6] 단국대 4학년 때인 2004년에는 오승환과 함께 단국대의 춘계·추계 대학 야구 리그 우승을 이끌었다.[7]
- 권오준과 더불어 KBO 선수 중 보기 드문 해병대 출신이어서 '윤해병'[8] 또는 '윤마린'[9]이라고 불린다.

## 응원가

### LG 트윈스시절
무적 LG~ 윤요섭 워우워어~예~X2 

무적 LG~ 윤요섭 워~워우워 

무적 LG~ 윤요섭 워~예~

### kt 위즈시절
kt 위즈 윤요섭 화이팅 kt 위즈 윤요섭 화이팅

kt 위즈의 승리 위해 윤요섭 워우워어x2

## 통산 기록
| 연도 | 팀명   | 타율  | 경기 | 타수 | 득점 | 안타 | 2루타 | 3루타 | 홈런 | 루타 | 타점 | 도루 | 도실 | 볼넷 | 사구 | 삼진 | 병살 | 실책 |
| ---- | ------ | ----- | ---- | ---- | ---- | ---- | ----- | ----- | ---- | ---- | ---- | ---- | ---- | ---- | ---- | ---- | ---- | ---- |
| 2008 | SK     | 0.167 | 7    | 6    | 0    | 1    | 0     | 0     | 0    | 1    | 1    | 0    | 0    | 0    | 0    | 1    | 0    | 0    |
| 2009 | SK     | 0.394 | 28   | 33   | 3    | 13   | 2     | 0     | 1    | 18   | 6    | 3    | 0    | 3    | 0    | 8    | 1    | 0    |
| 2010 | LG     | 0.294 | 46   | 51   | 4    | 15   | 0     | 0     | 0    | 15   | 9    | 1    | 0    | 2    | 2    | 16   | 0    | 0    |
| 2011 | LG     | 0.221 | 67   | 77   | 8    | 17   | 3     | 0     | 5    | 35   | 18   | 0    | 0    | 13   | 0    | 22   | 4    | 0    |
| 2012 | LG     | 0.298 | 75   | 171  | 17   | 51   | 7     | 0     | 2    | 64   | 19   | 3    | 2    | 16   | 6    | 35   | 9    | 5    |
| 2013 | LG     | 0.204 | 89   | 186  | 20   | 38   | 8     | 1     | 1    | 51   | 30   | 2    | 3    | 23   | 6    | 32   | 6    | 1    |
| 2014 | LG     | 0.221 | 27   | 68   | 4    | 15   | 4     | 0     | 0    | 19   | 2    | 0    | 0    | 2    | 1    | 15   | 1    | 1    |
| 2015 | kt     | 0.264 | 74   | 148  | 17   | 39   | 4     | 0     | 9    | 70   | 28   | 0    | 1    | 6    | 1    | 39   | 5    | 1    |
| 2016 | kt     | 0.238 | 66   | 126  | 14   | 30   | 6     | 0     | 6    | 54   | 16   | 1    | 1    | 20   | 3    | 24   | 7    | 3    |
| 2017 | kt     | 0.231 | 22   | 39   | 6    | 9    | 1     | 0     | 2    | 16   | 6    | 0    | 0    | 4    | 0    | 7    | 1    | 1    |
| 통산 | 10시즌 | 0.252 | 501  | 905  | 93   | 228  | 35    | 1     | 26   | 343  | 135  | 10   | 7    | 89   | 19   | 199  | 34   | 12   |